# ادگار گیانجومیان

ادگار گریگوری گیانجومیان (ارمنی: Էդգար Գագիկի Գյանջումյան؛ زاده ۱۵ آوریل ۱۹۷۸) آهنگساز اهل ارمنستان است. وی از سال میلادی تاکنون مشغول فعالیت بوده است.

## زندگی‌نامه
وی در ۱۵ آوریل ۱۹۷۸ در ایروان به دنیا آمد و از دانشگاه دولتی ایروان و کنسرواتوار دولتی کومیتاس ایروان فارغ‌التحصیل گشت. وی همچنین برنده جوایزی همچون چهره فرهنگی شایسته جمهوری ارمنستان شد. 